# Poelsnip
De poelsnip (Gallinago media) is een vogel uit de familie van strandlopers en snippen (Scolopacidae).

## Kenmerken
Poelsnippen worden ongeveer 28 centimeter groot en 150 tot 225 gram zwaar. Hun vleugels hebben een spanwijdte van ca. 55 cm. Ze hebben een lange snavel en een vrij dikke, plompe romp. De buitenste veren en van de staart zijn wit en in de vlucht duidelijk te zien. In tegenstelling tot de watersnip vliegen ze in een rechte lijn op, meestal zonder geluid te maken. De poelsnip heeft veel kenmerken gemeen met de zustersoorten watersnip, houtsnip en bokje.

## Leefwijze en voortplanting
Wormen, insecten, slakken en zaden vormen het voedsel van de poelsnip. Het legsel bestaat uit drie of vier olijfbruine eieren met donkere vlekken.

## Verspreiding en leefgebied
Poelsnippen zijn doorgaans te vinden in moerassen en in vochtige weilanden, in Rusland en Noord- en Oost-Europa. Ze overwinteren in Oost-en Zuid-Afrika. De poelsnip is een voormalige broedvogel in Nederland, maar vermoedelijk niet meer in de 20e eeuw. Alleen in de trektijd kan de poelsnip heel soms worden waargenomen; sinds 1977 heeft Nederland 55 bevestigde waarnemingen.

## Status
In Nederland is de vogel een beschermde soort, vermeld in artikel 4 van de Flora- en faunawet. De grootte van de wereldpopulatie is in 2021 geschat op 200.000 - 380.000 volwassen exemplaren. De poelsnip gaat in aantal achteruit door aantasting van het leefgebied, veroorzaakt door drooglegging van moerassen en intensivering van de landbouw. Hierdoor staat de poelsnip als gevoelig op de Rode Lijst van de IUCN.

## Snelheid
Volgens Zweedse wetenschappers is de poelsnip de snelste van alle vogels op lange afstanden waarvan de meetresultaten anno 2011 bekend zijn. Gemeten is een non-stop overbrugging van 6.760 km met een gemiddelde snelheid van 97 km/u. Deze prestatie zou met name mogelijk zijn door verdubbeling van de vetreserves voor de vlucht.

## Trivia
Op een biljet van honderd gulden in Nederland, voor de invoering van de euro, stond op de voorzijde een watersnip afgebeeld en op de achterkant een poelsnip. In 1998 voerde minister Zalm een jaarlijkse lastenverlichting van honderd gulden door voor elk huishouden. Die lastenverlichting kreeg de naam Zalmsnip. Per 2005 is de Zalmsnip weer afgeschaft.

## Galerij

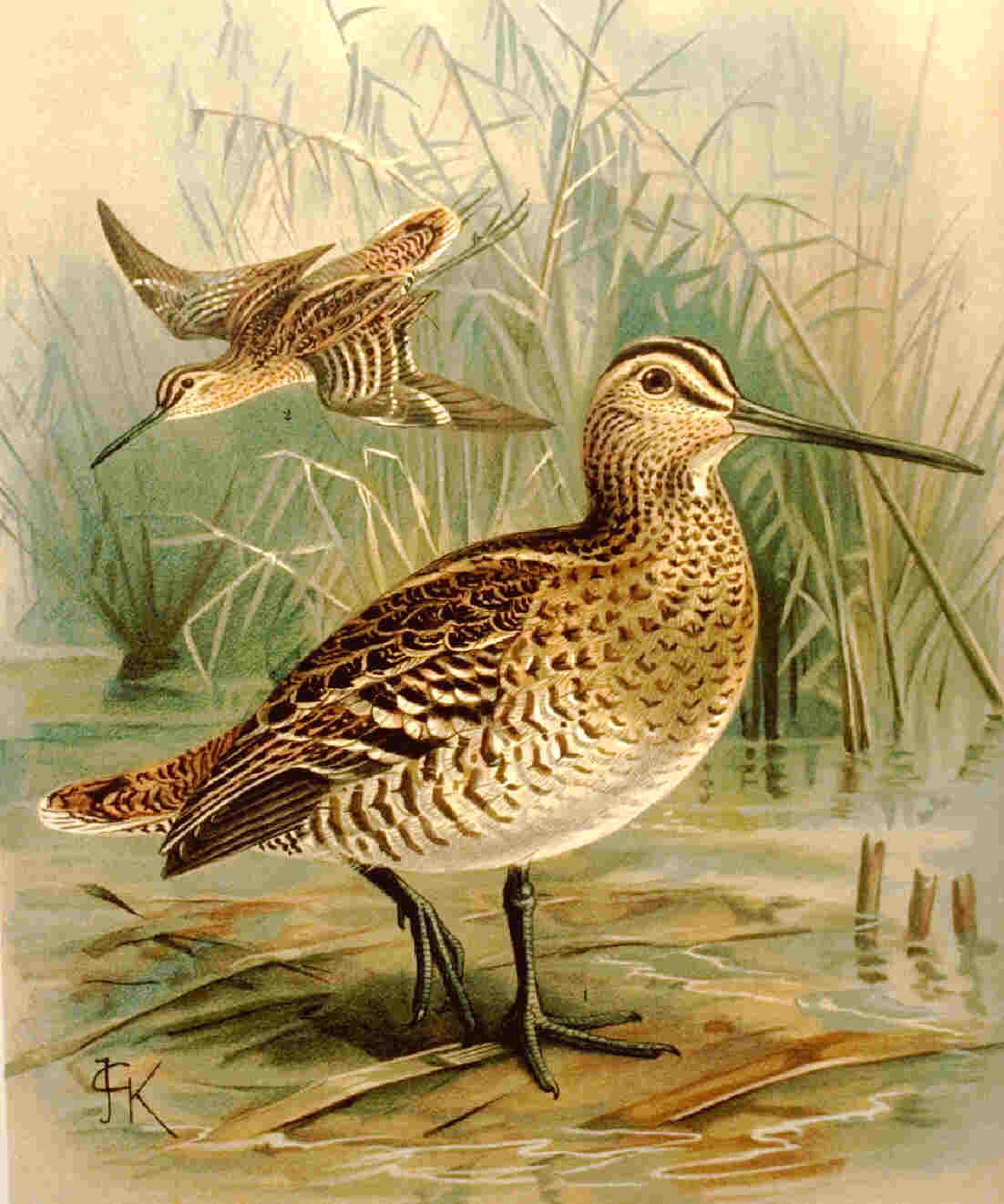
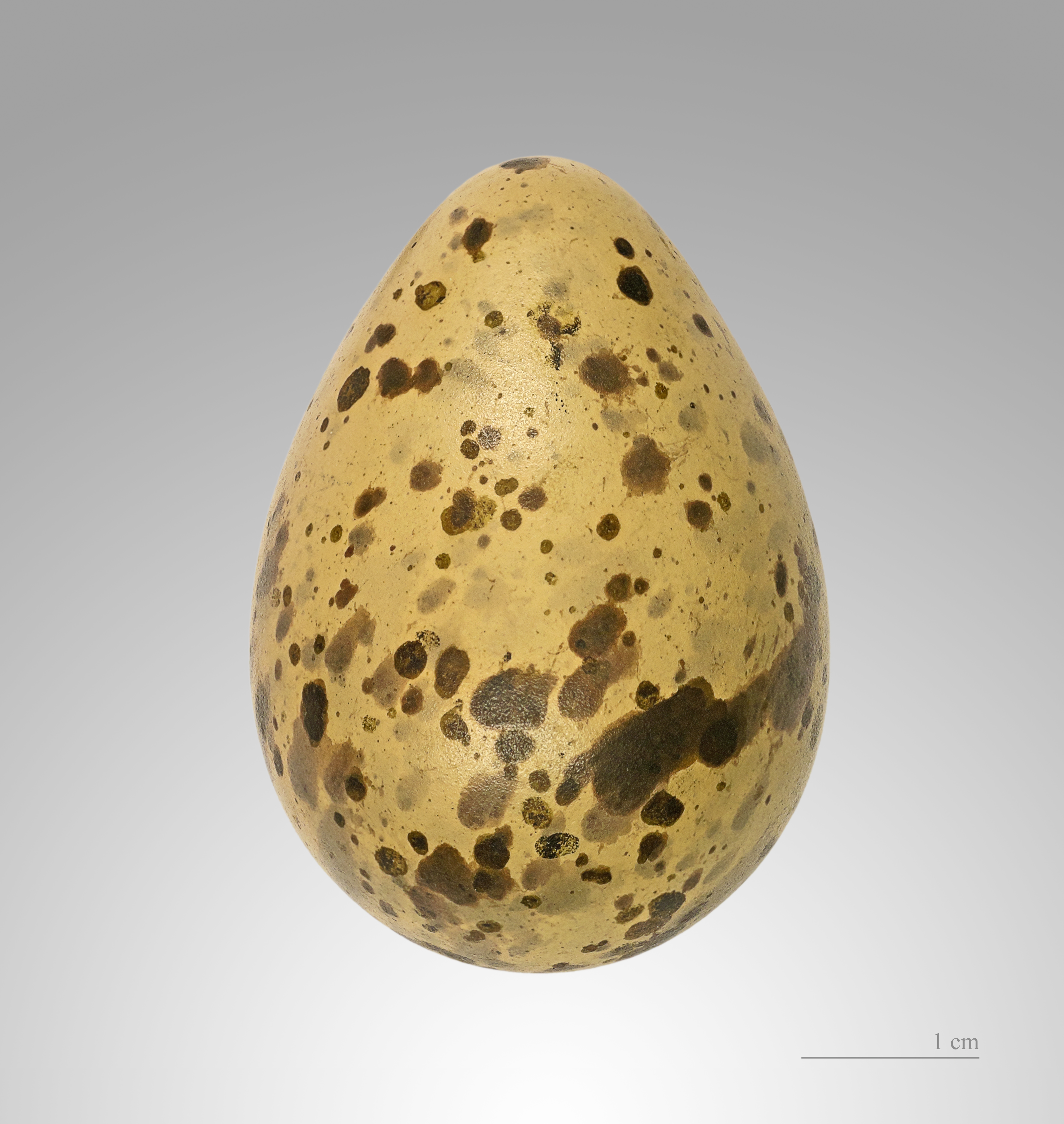
Ei van een poelsnip